# Pavel Hapal
Pavel Hapal (* 27. Juli 1969 in Kroměříž, Tschechoslowakei) ist ein ehemaliger tschechischer Fußballspieler und heutiger -trainer.

## Spielerkarriere
Hapal begann mit dem Fußballspielen bei Sokol Břest, 1983 wechselte er zu SK Sigma Olomouc. Im Sommer 1991 wurde Hapal dem deutschen Bundesligisten 1. FC Nürnberg angeboten, der aber auf eine Verpflichtung verzichtete. Durch seine Leistungen im UEFA-Pokal 1991/92, als Hapal entscheidend daran beteiligt war, dass Sigma Olomouc den Hamburger SV (HSV) ausschaltete, wurde Hapal ein in der Bundesliga begehrter Spieler. Der HSV war an einer Verpflichtung des Mittelfeldspielers interessiert, auch der VfB Stuttgart und der österreichische Bundesligist SK Rapid Wien schauten sich Hapal an. Dieser wurde letztlich von Bayer 04 Leverkusen verpflichtet.
Mit Bayer Leverkusen gewann Hapal den DFB-Pokal 1992/93. Insgesamt bestritt er 86 Bundesligaspiele und erzielte 13 Tore, bevor er Leverkusen Richtung Spanien verließ.

## Trainerkarriere
Zuletzt war Pavel Hapal Trainer des tschechischen Erstligisten Baník Ostrava, er wurde am 30. Juni 2006 entlassen. In der Saison 2007/08 trainierte Hapal den slowakischen Klub FC Nitra, den er auf Platz drei der Corgoň liga führte.
In der Saison 2008/09 betreute Hapal den FK Mladá Boleslav. Er war zudem ab dem 1. August 2008 Assistenztrainer der tschechischen Nationalmannschaft. 2009 wurde er in Personalunion Trainer und Sportmanager bei dem Erstligisten MŠK Žilina, mit dem er 2010 den slowakischen Meistertitel errang. Im Juli 2011 endete seine Arbeit in Žilina.
Am 31. Oktober 2011 unterschrieb Hapal einen Vertrag beim polnischen Erstligisten Zagłębie Lubin. Hier wurde er in der Saison 2011/2012 Neunter und auch in der Saison 2012/2013 konnte seine Mannschaft den Neunten Platz belegen. Nach zwei Niederlagen zum Saisonbeginn der Saison 2013/2014 wurde Pavel Hapal als Trainer von Zagłębie Lubin entlassen.
Von Oktober 2018 bis Oktober 2020 war Hapal Trainer der Slowakischen Fußballnationalmannschaft.